# Llamas de Laciana
Llamas de Laciana (Ḷḷamas de Ḷḷaciana en patsuezu) es una localidad y pedanía perteneciente al municipio de Villablino, situado en la comarca de Laciana.

## Geografía

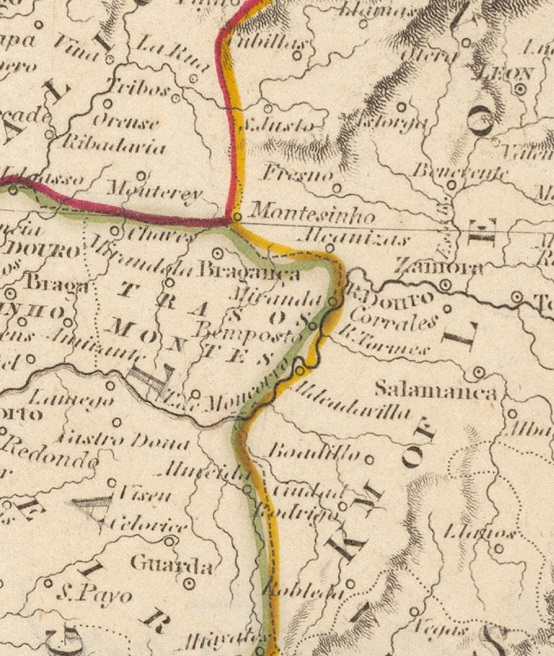
Detalle del área de confluencia de los reinos de León, Portugal y Galicia en el mapa 'Spain and Portugal', realizado en 1819 por Smith, en el que se puede observar Llamas.

Está situado en la CV-101-7, saliendo de Villablino por la CL-631 en dirección a Ponferrada desviándose en la primera salida a la izquierda.

## Demografía
Tiene una población de 41 habitantes, con 22 hombres y 19 mujeres.